# Preuilly
 Preuilly  ist eine französische Gemeinde mit 473 Einwohnern (Stand 1. Januar 2022) im Département Cher in der Region Centre-Val de Loire; sie gehört zum Arrondissement Vierzon und zum Kanton Mehun-sur-Yèvre.

## Geografie
Preuilly liegt 16 Kilometer südöstlich von Vierzon am linken Ufer des Cher.

## Bevölkerungsentwicklung
| Jahr      | 1962 | 1968 | 1975 | 1982 | 1990 | 1999 | 2007 | 2012 | 2018 |
| Einwohner | 293  | 301  | 281  | 342  | 368  | 432  | 470  | 449  | 432  |

## Sehenswürdigkeiten

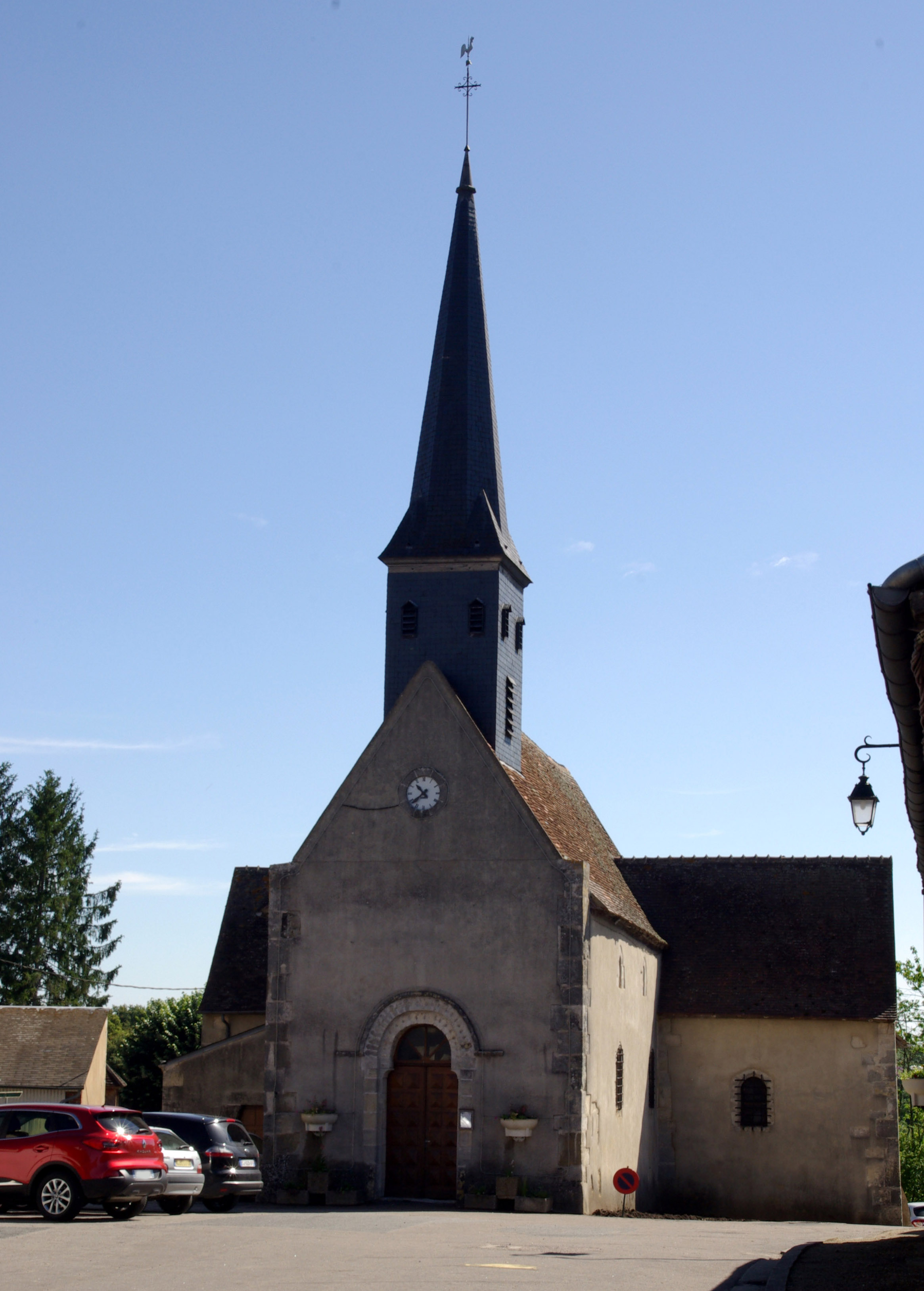
Kirche Saint-Jean

- Kirche Saint-Jean
- Schloss Les Thuriaux